# Roman Herzog
Prof. Dr. Roman Herzog, född 5 april 1934 i Landshut i Bayern, död 10 januari 2017 i Jagsthausen i Baden-Württemberg, var en tysk politiker som tillhörde kristdemokraterna (CDU). 
Mellan 1987 och 1994 var han president för Bundesverfassungsgericht, den tyska författningsdomstolen. 1994 valdes han till Tysklands förbundspresident, en post han innehade fram till 1999 då han bestämde sig för att inte ställa upp till omval.